# Monument aux morts de la guerre de 1914-1918 (Nantes)
Le monument aux morts de la guerre de 1914-1918 est un monument aux morts édifié à Nantes en mémoire des soldats originaires de la ville tombés lors la Première Guerre mondiale. L'œuvre est de Camille Robida.

## Localisation
Le monument se trouve à l'extrémité sud-est du quai Ceineray entre les rues Tournefort et Sully, face au square du Maquis-de-Saffré. Il s'appuie sur le mur de soutènement Nord du cours Saint-André auquel on accède par deux escaliers encadrant le monument.

## Historique

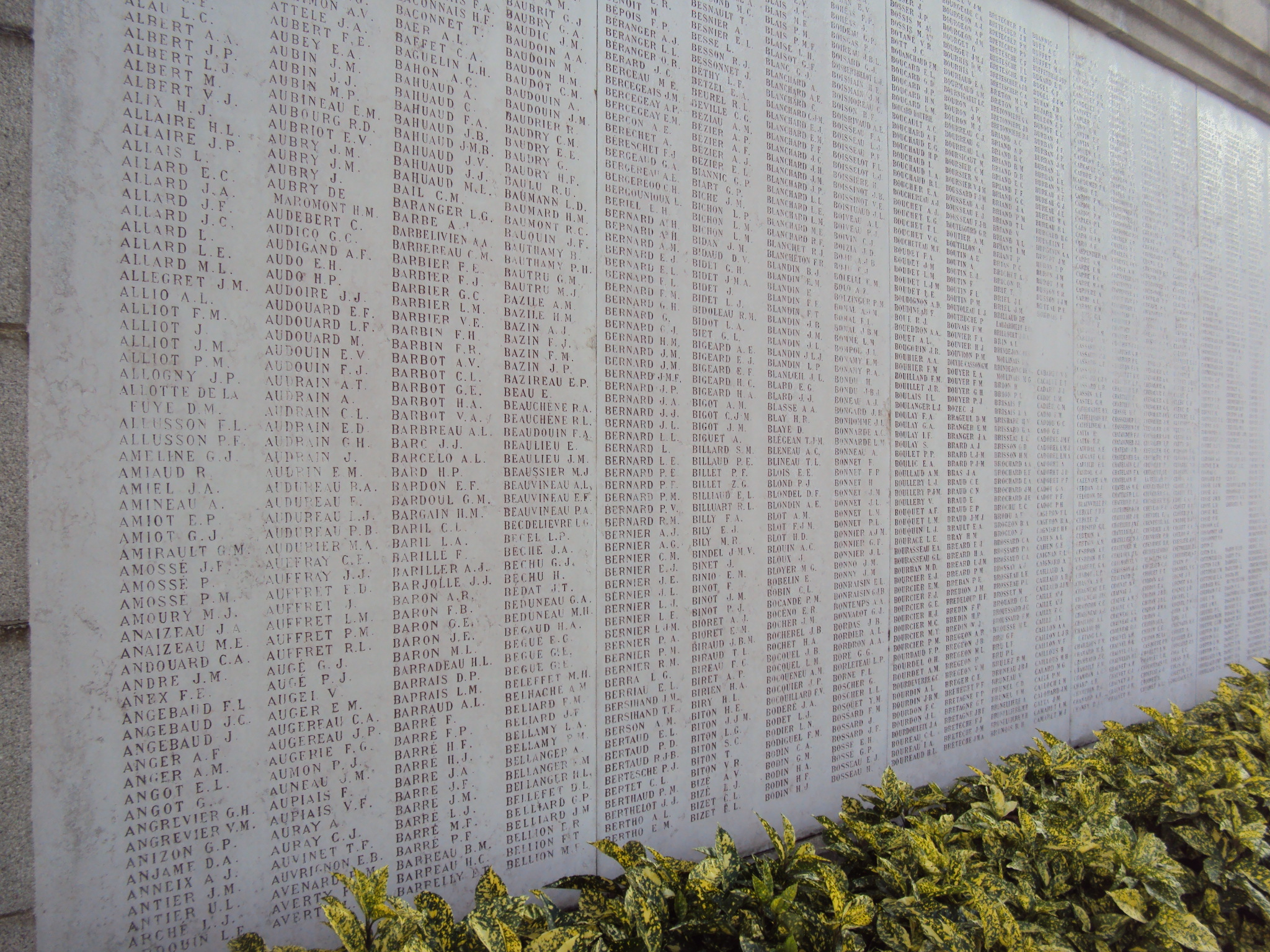
Monument aux morts de la guerre de 1914-1918 (détail).

À l'issue de la Grande guerre, chaque commune française désire honorer la mémoire de ses concitoyens morts pour la patrie durant le conflit. La loi du 25 octobre 1919, complétée par la loi de finances du 31 juillet 1920, permet à l’État d'allouer des subventions aux communes qui envisagent ainsi d’honorer le souvenir de leurs disparus.
Trois jours après l'Armistice, le maire Paul Bellamy optait pour l'édification d'un mémorial imposant et sévère, afin d’honorer la mémoire des quelque 7 500 Nantais tombés au combat. Il fait donc appel l’architecte de la ville Camille Robida, grand mutilé de guerre, proche des associations d’anciens combattants, pour élaborer le monument.
Robida propose plusieurs projets de conceptions différentes en fonction des emplacements proposés, dont deux devaient se trouver sur l'esplanade du Champ-de-Mars (actuellement traversée par l'avenue Jean-Claude-Bonduelle). On envisage également de l'implanter dans la cour du château des ducs de Bretagne, puis au sud du cours Saint-Pierre. Mais cette dernière solution crée un nouvel obstacle : l'obligation de démonter préalablement le monument aux morts de 1870, ce qui provoque une levée de boucliers des puissantes associations d’anciens combattants qui n’acceptent pas que l’on touche à un monument sacré.
C'est finalement, en contrebas du cours Saint-André que le mémorial sera implanté. Les travaux débutent fin 1925, et la gravure des noms est confiée à monsieur Degré, entrepreneur de marbrerie et sculpteur-graveur, exerçant au no 2 rue Joseph-Caillé à Nantes. Le marché passé avec ce dernier s'élève à un prix forfaitaire de 91 800 francs pour la gravure et la peinture de 90 000 lettres.
Le 9 mai 1927, le monument est presque achevé, lorsque le maire radical-socialiste Bellamy décide l’ajout face à celui-ci, d’une statue de bronze intitulée La Délivrance, œuvre du sculpteur Émile Oscar Guillaume. La presse locale de droite se déchaîne alors contre l’impudeur de la statue représentant une femme dénudée symbolisant la victoire, brandissant un glaive. Le 17 juillet suivant, le monument aux morts est inauguré avec la statue en présence de Paul Bellamy, et du ministre de la Guerre, Paul Painlevé
Dans la nuit du 10 au 11 novembre suivant, la statue est abattue et endommagée par un commando de dix-sept personnes issues des Jeunesses patriotes, organisation conservatrice.
En 1934, le conseil municipal conduit par Léopold Cassegrain soumet le projet de remettre en place la statue qui est finalement dressée le 26 octobre 1937, sur un socle de granit de six mètres de haut, à une centaine de mètres de son emplacement initial, dans le « square Saint-André » (actuel square du Maquis-de-Saffré). Elle y restera jusqu'à Seconde Guerre mondiale, où elle sera de nouveau descendue par précaution, devant la menace d'une réquisition pour en récupérer le métal. En 1987, à la demande d'Olivier Guichard, président du Conseil régional des Pays de la Loire, la municipalité Chauty place la statue dans le square de la Délivrance, à l'est de l'île de Nantes, près de l'hôtel de Région.
À la suite de nombreuses démarches effectuées en 2013 auprès de la mairie, notamment par André Burgaudeau, ancien conseiller municipal sous la municipalité Chenard, la ville de Nantes décide de programmer le retour de la statue dans le square du Maquis-de-Saffré pour le 11 novembre 2018, c'est-à-dire pour le centenaire de l'armistice de 1918,. La statue rénovée est reposée le 8 novembre 2018 sur le socle quelle occupa de 1937 à 1942, cette fois-ci tournée face aux tables mémoriales du monument aux morts et non plus lui tournant le dos.

## Description
Le monument se présente sous la forme d'une succession de trois plaques de calcaire de Corgoloin (Côte-d'Or) mesurant 2,80 mètres de haut sur 7,52 mètres de large, le tout totalisant une longueur d’environ 23 mètres. Les 5 832 noms sont inscrits, par ordre alphabétique des patronymes (auxquels sont adjoints les initiales de leurs prénoms), sont répartis sur pas moins de 72 colonnes de 2,80 mètres de hauteur. Les trois plaques sont séparées entre elles par deux stèles dédiées, l'une aux soldats nantais morts durant la Seconde Guerre mondiale, l'autre à ceux tombés au cours des opérations en Afrique française du Nord (AFN) entre 1952 et 1962, notamment durant la guerre d'Algérie.
Le Livre d’Or dressé « À la mémoire des Nantais morts pour la France » et rédigé à la demande de la Mairie servit de base à la réalisation du monument commémoratif, mais précise néanmoins que la liste a été arrêtée à la date du 11 novembre 1926 « jour de la Fête Nationale de l’Armistice ». Plusieurs noms ont été rajoutés par la suite à ce livre, imprimé en 1931, et la plupart d'entre eux ont été gravés sur le monument (seuls sept noms n'y sont pas inscrits).
Le haut du monument porte la mention : « 1914 À la mémoire des Nantais morts pour la France 1918 »